# Melocactus broadwayi
Melocactus broadwayi är en kaktusväxtart som först beskrevs av Nathaniel Lord Britton och Joseph Nelson Rose, och fick sitt nu gällande namn av Alwin Berger. Melocactus broadwayi ingår i släktet Melocactus och familjen kaktusväxter. Inga underarter finns listade i Catalogue of Life.